# Kentucky

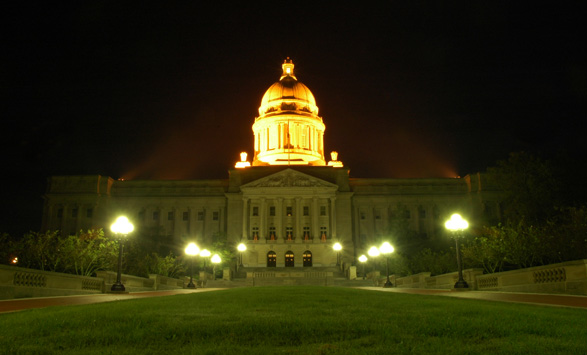
Capitool van Kentucky bij nacht.

Kentucky is een staat van de Verenigde Staten. De hoofdstad is Frankfort.
Een bijnaam voor deze staat is de "Bluegrass State".

## Geschiedenis
Het gebied dat nu Kentucky heet werd oorspronkelijk bevolkt door indianenstammen. De naam is afgeleid van het Indiaanse Ken-tah-teh, dat "land van morgen" betekent.
De Irokezen droegen wat nu Kentucky en West Virginia is, in 1768 bij de Vrede van Fort Stanwix over aan de Britten, alhoewel de stammen die daar woonden (Shawnees, Delawares en Cherokees) niet vertegenwoordigd waren. Zij ontvingen in ruil talrijke giften en ruim 10.000 pond. Voorlopig maakte het gebied deel uit van de staat Virginia. Tussen 1784 en 1792 werden er tien constitutionele vergaderingen gehouden in de plaats Danville. In 1790 bereikten Virginia en Kentucky een akkoord, waarna de staat op 1 juni 1792 formeel, als 15e, een staat van de Verenigde Staten werd. Het was toen een frontierstaat.
Op 20 mei 1861 verklaarde Kentucky zich neutraal in het conflict dat de Amerikaanse Burgeroorlog zou gaan heten, maar in september van datzelfde jaar, na een invasie van de Geconfedereerden, koos het expliciet de kant van de Unie.
Kentucky is een van de vier staten die zich een Commonwealth noemt, wat juridisch overigens hetzelfde is als een staat.

## Geografie
De staat Kentucky beslaat 104.749 km², waarvan 102.989 km² land is. Het westen van de staat ligt in de Central tijdzone, het oosten in de Eastern tijdzone. Kentucky grenst in het noorden aan de staten Illinois, Indiana en Ohio, in het westen aan Missouri, in het oosten aan West Virginia en Virginia en in het zuiden aan Tennessee. Kentucky heeft een kleine exclave, de Kentucky Bend, die geheel door Missouri en Tennessee is omsloten.
De belangrijkste rivieren zijn de Ohio, die de gehele noordgrens vormt, en de Mississippi, die vrijwel exact de westgrens vormt. Kentucky telt veel grotere en kleinere meren, zoals Kentucky Lake, Lake Barkley en Lake Cumberland. Het zuiden van de staat is het meest heuvelachtig, met de top van de Black Mountain (1262 m) als hoogste punt. Kentucky staat ook bekend om zijn vele grotten. De bekendste is de zeer grote Mammoth Cave.

## Demografie en economie
In 2000 telde Kentucky 4.041.769 inwoners (39 per km²). De grootste steden zijn Louisville, Lexington en Owensboro. Het bruto product van de staat bedroeg in 2001 120 miljard dollar.

## Bestuurlijke indeling
Kentucky is onderverdeeld in 120 county's.

## Politiek
Aan het hoofd van de uitvoerende macht van de staat staat een gouverneur, die direct gekozen wordt door de kiesgerechtigden in de staat. Sinds december 2019 is dit Andy Beshear van de Democratische Partij, die aantrad na zijn zege bij de gouverneursverkiezingen van dat jaar. Hij is een zoon van Steve Beshear, die tussen 2007 en 2015 eveneens in functie was als gouverneur van Kentucky. De huidige luitenant-gouverneur is Jacqueline Coleman.
De wetgevende macht bestaat uit het Huis van Afgevaardigden van Kentucky (Kentucky House of Representatives) met 100 leden en de Senaat van Kentucky (Kentucky Senate) met 38 leden.